# Seán O'Casey
Seán O'Casey (iriska: Seán Ó Cathasaigh), född John Casey den 30 mars 1880 i Dublin, död den 18 september 1964 i Torquay, England, var en irländsk dramatiker, författare och socialist.

## Biografi
O'Casey föddes i en protestantisk familj på 85 Upper Dorset Street i Dublin. Fadern Michael Casey dog 1886, och därefter levde familjen ett kringflackande liv då de flyttade från hus till hus i norra Dublin. Som barn led Seán av dålig syn, vilket påverkade hans tidiga utbildning. Han lämnade skolan vid fjorton års ålder och hade därefter en rad olika anställningar, bland som järnvägstjänsteman i nio år.
Från det tidiga 1890-talet spelade O'Casey och hans äldre bror Archie pjäser av Dion Boucicault och William Shakespeare i familjens hem. Han hade även en mindre roll i en uppsättning av Boucicaults pjäs The Shaughraun på Mechanics' Theatre, som stod där Abbey Theatre nu är uppförd.
O'Caseys sympatier för den irländska nationella saken växte emellertid, och 1906 blev han medlem i Gaelic League och lärde sig iriska. Han anslöt sig också till den av James Larkin bildade fackföreningen Irish Transport and General Workers Union.
I mars 1914 blev han generalsekreterare för Larkins Irish Citizen Army, vilken därefter skulle komma att ledas av James Connolly. 24 juli 1914 gick han ur ICA, då han nekades dubbelt medlemskap i ICA och the Irish Volunteers.

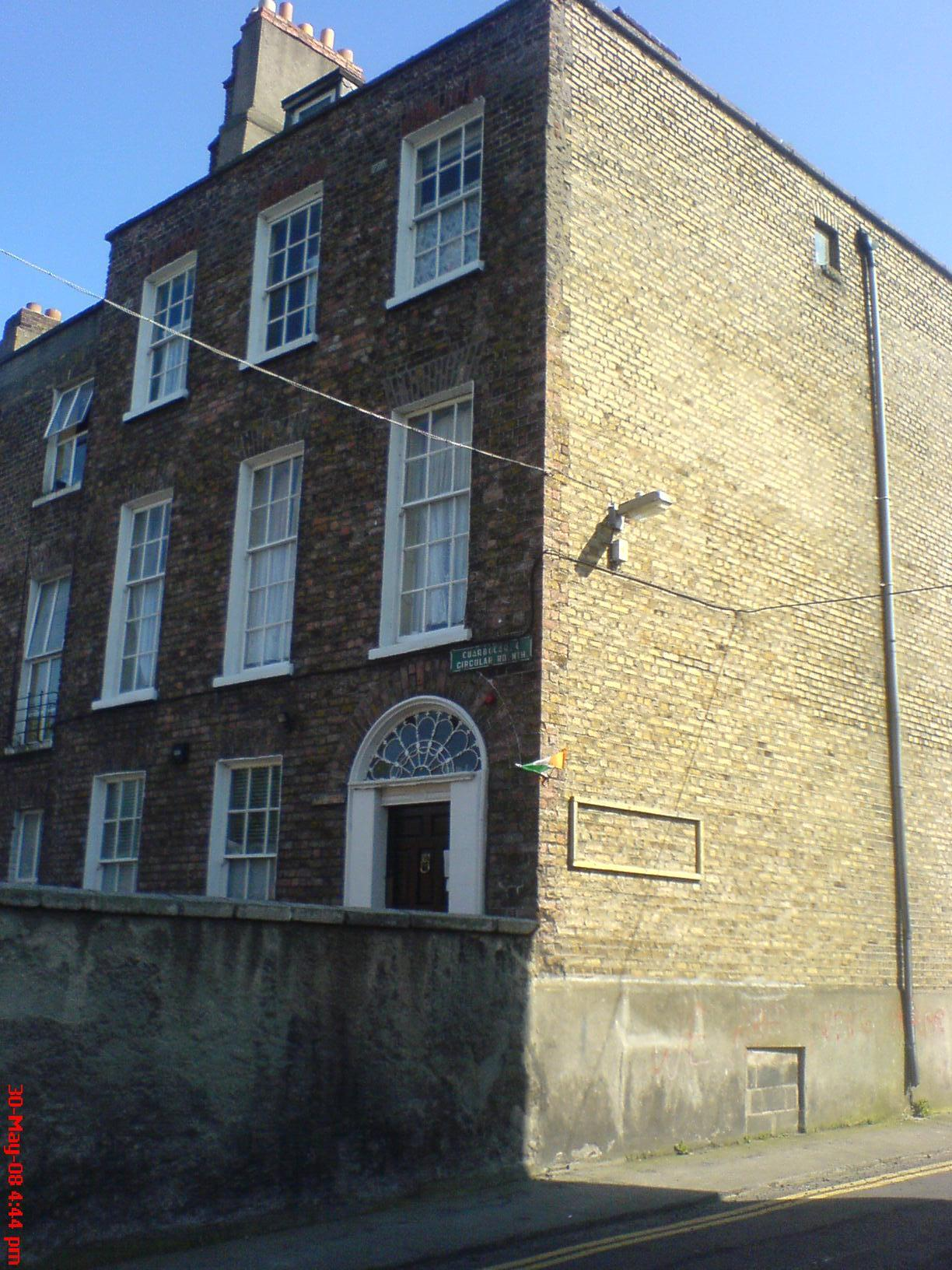
Huset där O' Casey skrev sin Dublin-trilogi.

O'Casey's första spelade pjäs, The Shadow of a Gunman, sattes upp på Abbey Theatre 1923. Detta var början på ett fruktsamt samarbete mellan O'Casey och teatern. The Shadow of a Gunman följdes upp av Juno and the Paycock 1924 och The Plough and the Stars 1926. Den förra handlar om striderna under det irländska inbördeskriget, medan den senare utspelar sig i Dublin kring påskupproret 1916. The Plough and the Stars fick ett svalt mottagande av publiken på Abbey Theatre, men trots detta blev O'Casey härefter författare på heltid.
Juno and the Paycock filmatiserades av Alfred Hitchcock som Juno och påfågeln 1930. 1959 gav O'Casey tillstånd till en musikal med pjäsen som underlag av den amerikanska kompositören Marc Blitzstein. Musikalen, med titeln Juno, blev dock ingen framgång och lades ner efter 16 uppsättningar på Broadway.
1929 vägrade William Butler Yeats att sätta upp O'Caseys fjärde pjäs, The Silver Tassie, på Abbey Theatre. O'Casey flyttade då till England, där han skulle komma att bo under resten av sitt liv. Pjäserna han skrev därefter, bland annat den mörka allegorin Within the Gates (1934), The Star Turns Red (1940), Purple Dust (1942) och Red Roses for Me (1943), var en förflyttning från hans tidigare stil mot en mer expressionistisk och öppet socialistisk form av skrivande.
Dessa pjäser fick aldrig samma framgång hos kritiker och publik som O'Caseys tre första uppsättningar. Efter andra världskriget skrev han 1949 Cock-a-Doodle Dandy, av många ansett som hans mest framstående verk. Efter The Bishop's Bonfire från 1955 var O'Caseys sena dramatik, däribland The Drums of Father Ned (1958), studier av livet på Irland.
Under de sista åren ägnade O'Casey en stor del av sin kreativa energi till att skriva sin självbiografi på sex volymer. 1964 dog O'Casey vid 84 års ålder i Torquay, England.
1965 filmatiserades hans självbiografi Mirror in my House med titeln Young Cassidy. Filmen regisserades av Jack Cardiff och skådespelare var bland andra Rod Taylor (som O'Casey), Flora Robson, Maggie Smith, Julie Christie, Edith Evans och Michael Redgrave. År 2005 donerade David H. Greene de brev han fick från Sean O'Casey 1944–1962 till Fales Library vid New York University. Där ingår även två brev skrivna av Eileen O'Casey och ett brev adresserat till Catherine Greene, David Greenes maka.

### På svenska
- Juno och påfågeln: en tragedi i tre akter (översättning Ebba Low och Gustaf Linden, Geber, 1926)
- Tuppen (otryckt översättning av Herbert Wärnlöf och Lars-Levi Laestadius för Stockholms stadsteater 1960) (Cock-a-doodle dandy)

## Priser och utmärkelser
- Hawthornden Prize 1925 för Juno and the Paycock